# Rossano Snel
Rossano Snel é um artista e produtor musical. Nascido em 16 de Outubro de 1985, em Novo Hamburgo, Rio Grande do Sul.
Atualmente reside  em Porto Alegre, é atuante também na cena musical de São Paulo e Rio de Janeiro.
Em 2009, Rossano lançou um EP chamado Gallery, através do selo californiano One Cell Records (mesmo selo que lançou artistas como M Takara e Burro Morto, nos EUA). No mesmo ano, o artista lançou outro EP chamado Landscape, pelo selo paulista EBS Diggin, do DJ Tahira.
Após 3 anos trabalhando como compositor de trilhas sonoras para propaganda, dentro de uma produtora de áudio, em 2010 Rossano decidiu dedicar-se a seu projeto solo, no mesmo ano fundou uma empresa que trabalhasse com conteúdos criativos em Música, atualmente chamada Zybras.
Ainda em 2010 sua faixa Nossa Conversa, lançada no EP Gallery, fez parte da trilha do filme independende norte-americano, ''BearCity''.
No mesmo ano, Rossano foi eleito para representar o Brasil em uma seção de gravação do ''The Creator`s Project'',(uma iniciativa da Intel e Revista Vice) quando foi a Nova York,nos estúdios do produtor Mike Beck, junto aos músicos e produtores Eugene Hong e Aaron Horn. Esta seção resultou na criação do projeto internacional ''The Analog State'' e o lançamento de 4 faixa inéditas.
Rossano também faz parte da dupla Crash Bum Bang e é endorser das marcas Moog Music e Vermona.
Em 2011 Rossano produziu a música "Romance Imaginário" da banda paulista "Revoltz", que estreou na MTV Brasileira no final do mês de março do mesmo ano.

## Discografia
2009 - Gallery
2009 - Landscape